# 純愛ステーション
『純愛ステーション』（じゅんあいステーション）は、田中慧による日本の漫画。

## 概要
当初は『LaLaスペシャル』（白泉社）の2009年7月10日号に掲載、その後『LaLa DX』（同）2009年11月号より連載された。
『鉄子の旅』（菊池直恵）や『鉄娘な3姉妹』（松山せいじ）等、鉄道趣味の女性が登場する漫画はそれまでにもあったが、少女漫画としては初の作品であることが強調されている。

## 登場人物
姫野 舞（ひめの まい）
主人公、17歳の高校3年生。車掌の父の影響を受け鉄道趣味者（作中では鉄道ヲタクと表記）として育つ。学校内では多くの男子が振り向くほどの美貌の持ち主であるが、その趣味がゆえに常に周囲を引かせていた。
鉄道以外には制服フェティシズムの持ち主であり、自宅最寄り駅である星河駅の駅員である國見晴に「今まで見てきた駅員の中で、断トツ制服が似合う。」と迫る。
國見 晴（くにみ はる）
21歳、星河駅の駅員。鉄道趣味としては駅舎が中心。
柿野 悟（かきの さとる）
55歳、星河駅の駅長。舞と晴が近づくシーンにさり気なく出没する。
桂木 孝（かつらぎ たかし）
25歳、星河駅の駅員。

## 書誌情報
- 田中慧 『純愛ステーション』 白泉社〈花とゆめコミックス〉、全1巻
  - 2010年5月10日初版発行、ISBN 978-4-592-18399-0